# Гръцко четническо движение в Македония (1896 – 1897)
Гръцкото четническо движение в Македония е поредица от въоръжени акции на Етники Етерия с цел засилването на гръцките претенции към областта. Започва през 1896 година и е прелюдия към Гръцко-турската война от 1897 година.

## Предистория
След създаването на Кралство Гърция през 1832 година се правят няколко опити за въоръжени въстания Епир, Тесалия и Македония, включително по време на Кримската война и Руско-турската война (1877-1878) (вижте: Гръцко въстание в Македония (1878)). Тези области гърците предвиждат в бъдеще да бъдат присъединени към гръцката държава според Мегали идеята.
През септември 1895 година на Крит отново избухва въстание. За да отклони военни сили на Османската империя от Крит гръцкото правителство започва организиране на въстание в Македония през 1896 година.
През юни – август 1895 година Македонския комитет извършва въоръжена четническа акция в района на Мелник, което предизвиква гръцката общественост и политически елит за пореден път да предяват претенции към Македония. Етники Етерия преминава към подготовка за военна намеса.
В периода след Руско-турската война в Македония продължават да действат четите на Васил Журката и Николаос Гизас (Кордистос) в района на Вич планина и областта Преспа, Атанасиос Бруфас в Мариово и около Битоля, Наум Спанос около Хрупища и Грамос, Катарахиас във Вич, Мурик и Каракамен, които по-късно се включват в самата акция.

## Действия
През юли 1896 година в Македония сборната чета на Атанасиос Бруфас (Бруфе), който е и ръководител на цялата акция, Георгиос Дукас (капитан Давелис), Наум Спанос и други с 200-300 души андарти се прехвърлят през Тесалия на север от Олимп. На 8 юли 150 турски войници са изпратени от Солун към Негуш, където е забелязана четата. Андартите водят няколко сражения като постепенно напредват на север, след което четата се разделя на два отряда. Войводата Бруфас заминава кам Мариово, а Йоанис Цамис (Чам) и Давелис остават в района на Катерини. В Пелистер Бруфас е обграден от турски аскер, като на помощ му идва Давелис и нанасят тежко поражение на турската армия.
Четата на Гулас Грутас и Панайотис Карвелас, заедно с тази на П. Верверас наказват албанския бег в гревенското село Пляса. Четата на Такис Нациос и Константинос Гутас пристига в Любойно и оттам изпращат писмо до жителите на Македония и чуждестранните консули, в което описват причините за въстаническите си действия. Четата действа успешно в Корещата, но се разпуска през септември 1896 година.
Други чети преминават в Македония по море, акостират в Солунския залив и се придвижват на север. През 1897 година гръцки четни повторно нахлуват в Македония, с цел да отвличат вниманието на турското военно командване от Крит.